# Setembro Eterno
Setembro Eterno ou Setembro sem fim é uma gíria do Usenet para o período que começou por volta de 1993 quando provedores de Internet começaram a oferecer acesso ao Usenet para vários novos usuários. A entrada de novos usuários sobrecarregou a cultura existente nos fóruns online e a capacidade de impor normas existentes. A AOL seguiu com seu serviço de acesso ao Usenet em março de 1994, causando um fluxo constante de novos usuários. Portanto, do ponto de vista do antigo Usenet, o fluxo de novos usuários em setembro de 1993 nunca terminou.

## História

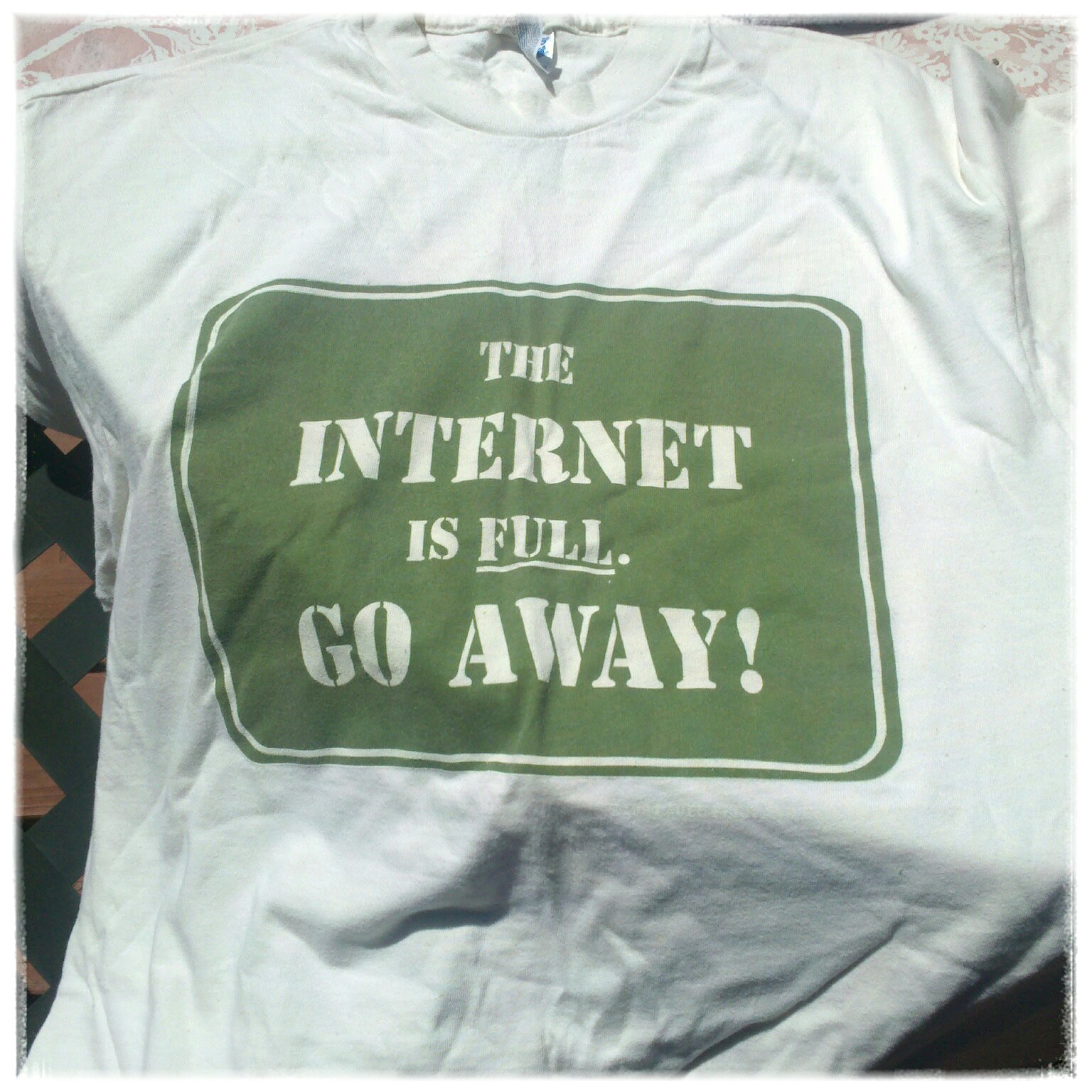
Uma camisa de 1994 comemorando o Setembro eterno, estampada com a frase: "A Internet está lotada. Vá embora!"

Durante os anos 80 e início dos anos 90, o Usenet e a internet eram, em geral, o domínio de profissionais e amadores da computação; novos usuários entravam aos poucos, em pequenos números e observavam e aprendiam as convenções sociais da interação online sem impactar muito os usuários mais experientes. A única exceção era todo ano a cada setembro, quando um alto número de alunos no primeiro ano da faculdade ganhavam acesso à internet e ao Usenet através de suas universidades. Esses grandes grupos de novos usuários que ainda não tinham aprendido a etiqueta de interação online incomodavam os usuários experientes, que passaram a ter receio do mês de setembro. Uma vez que provedores de internet como a AOL tornaram o acesso à internet amplamente disponível para usuários domésticos, um fluxo contínuo de novos usuários começou, que continua até os dias de hoje, fazendo parecer que "sempre é setembro" para os usuários mais experientes.
A frase por inteiro parece ter evoluído ao longo de alguns meses em dois grupos de discussão do domínio alt.folklore diferentes, onde um número de tópicos lamentando o aumento de postagens de baixa qualidade estão espalhados por vários grupos de discussão. Diversos membros do grupo de discussão referem a aspectos da "questão de setembro", tipicamente de forma humorística.
Em um tópico de 8 de janeiro de 1994, Joel Furr postou perguntando: "Sou só eu ou o Delphi soltou uma quantidade espantosa de esquisitos na net?", que teve uma resposta de Karl Reinsch: "Claro que é perpetuamente setembro para usuários do Delphi, não?" No dia anterior, Furr também tinha postado a mesma mensagem no domínio alt.folklore.urban, onde David Fischer respondeu com uma chamada à ação irônica onde se refere ao número crescente de usuários do Delphi como "Setembro-Sem-Fim?" Fischer também respondeu a um tópico diferente, em 25 janeiro de 1994, postado no domínio alt.folklore.computers dizendo: "É irrelevante agora. Setembro de 1993 vai para a história da net como o setembro que nunca acabou." Essa citação foi sugerida como a primeira referência.
Possivelmente, o primeiro uso do termo "Setembro Eterno" foi em uma postagem de John William Chambless em um grupo de discussão em fevereiro de 1994. Ele postou um desabafo que incluiu alguns trechos de artigos de baixa qualidade que ele encontrou em um de seus grupos de discussão naquele dia, mas intitulou a postagem de "O Setembro Eterno".

## Legado
Um programa irônico chamado sdate mostra a data atual, formatada usando o calendário do Setembro Eterno (X de setembro, 1993, onde X é um contador sem limite dos dias desde a data). Esse não é o programa com o mesmo nome de sdate, um dos sessenta comandos que vem com a primeira edição do Unix, usado para definir o horário do sistema. Também tem o nome humoroso um dos poucos servidores públicos do Usenet restantes (além dos provedores de internet e faculdades que oferecem estes para usuários): Eternal-September.org